# 山崎雄希
山崎 雄希（やまさき ゆうき、1992年7月10日 - ）は、トップチャレンジリーグコカ・コーラレッドスパークスに所属するラグビー選手。

## プロフィール
- 長崎県出身[1]。
- ポジションはスタンドオフ(SO)。
- 身長 183cm、体重 88kg

## 略歴
ラグビーを始めたきっかけは兄の影響から。
2011年、長崎北陽台高校卒業後、帝京大学に入る。なお長崎北陽台高校時代、主将を務めて、高校日本代表候補に選ばれたことがある。
2015年、帝京大学卒業後、コカ・コーラレッドスパークスに加入。同年12月19日に行われたジャパンラグビートップリーグ第6節のNECグリーンロケッツ戦にて途中出場で公式戦初出場を果たす。